# (3092) Herodotus
(3092) Herodotus (6550 P-L) – planetoida z pasa głównego asteroid okrążająca Słońce w ciągu 6,64 lat w średniej odległości 3,53 j.a. Odkryta 24 września 1960 roku.